# On-Artscha (Landgemeinde)
On-Artscha (kirgisisch Он-Арча айыл аймагы) ist eine Landgemeinde (ajyl aimagy) im Rajon Naryn des Oblus Naryn in Kirgisistan. Sie besteht aus den beiden Dörfern Etschki-Baschy (kirgisisch Эчки-Башы) und Ottuk (kirgisisch Оттук). Das Verwaltungszentrum ist das Dorf Etschki-Baschy. Im Jahr 2009 hatte die Landgemeinde 2829 Einwohner. Bis 2021 wuchs die Bevölkerung auf 3606.
Das Gebiet der Landgemeinde liegt am Fluss Onartscha nördlich der Stadt Naryn an der Fernstraße A365.
| Dorf           | Einwohnerzahl (2009) | Einwohnerzahl (2021) |
| -------------- | -------------------- | -------------------- |
| Etschki-Baschy | 1468                 | 1885                 |
| Ottuk          | 1361                 | 1760                 |